# Vida Árpád
Vida Árpád (Marosvásárhely, 1884. április 4. – Budakeszi, 1915. február 21.) magyar festő- és grafikusművész.

## Életpályája
Szülei: Vida Károly és Kapás Bessenyei Mária. 1902-ben íratkozott be a Gulyás Károly vezette marosvásárhelyi "szabadkézi rajzi tanfolyamra". 1903-ban érettségizett a Marosvásárhelyi Református Kollégium tanulójaként.
1903-tól Budapesten tanult a Budapesti Képzőművészeti Főiskolán; 1907-ben formatervező lett. Mestere: Olgyai Viktor volt. 1907-ben Bécsben katonai szolgálatot teljesített. 1908–1910 között Budapesten tanult a Képzőművészeti Főiskola festőiskolájában.
1908-ban Olaszországba ment. 1910-ben ösztöndíjjal utazott Párizsba, majd Münchenbe és Olaszországba. 1913-ban egészsége megromlott; gyógykezelésekre járt, majd fokozatosan visszavonult a nyilvánosságtól.
Tuberkulózisban hunyt el. Sírja a Fiumei úti sírkertben található. Műveinek nagy részét 1944-ben elpusztították.

## Művei
- Párizsi szobám (1911)
- Alakok a Taverne du Pantheonból (1911)
- A Luxemburg kertben (1911)

## Díjai
- Eszterházy-díj (1910)
- Vízfestmény-díj (1911)

## Fordítás
- Ez a szócikk részben vagy egészben  az   Árpád Vida című eszperantó Wikipédia-szócikk ezen változatának fordításán alapul.  Az eredeti cikk szerkesztőit annak laptörténete sorolja fel. Ez a jelzés csupán a megfogalmazás eredetét és a szerzői jogokat jelzi, nem szolgál a cikkben szereplő információk forrásmegjelöléseként.